# Hjalmar Selander
Pour les articles homonymes, voir Selander.
Hjalmar Selander (2 juillet 1859 près de Göteborg - 10 août 1928 à Stockholm) est un acteur, régisseur et directeur de théâtre suédois.

## Biographie
Selander fut actif à Göteborg de 1877 à 1879, dans plusieurs compagnies de théâtre itinérantes de 1879 à 1888 et au Théâtre suédois à Stockholm en 1888-1889. 
Il se maria en 1887 à Concordia Selander, qui dirigea pendant plusieurs années la Selander Company, qu'elle avait créée en 1889.

## Filmographie
- 1917 : La Fille de la tourbière (Tösen från stormyrtorpet), de Victor Sjöström
- 1919 : Le Trésor d'Arne (Herr Arnes pengar), de Mauritz Stiller
- 1920 : Familjens traditioner (Familjens traditioner), de Rune Carlsten
- 1920 : Mästerman
- 1928 : Gustaf Wasa del I
- 1928 : Gustaf Wasa del II